# Kazjaryna Paulenka
Kazjaryna Paulenka (* 25. Januar 2000) ist eine belarussische Tennisspielerin.

## Karriere
Paulenka spielt vorrangig auf der ITF Women’s World Tennis Tour, wo sie bislang einen Titel im Einzel und zwei im Doppel gewann.
Ihr erstes Profiturnier spielte sie im November 2015 in Minsk. Ihr erstes Finale und ihren ersten Turniersieg erreichte sie im Juni 2018 in Minsk.
Ihr bislang letztes internationale Turnier spielte Paulenka im März 2021. Sie wird daher nicht mehr in der Weltrangliste geführt.

## Turniersiege

### Einzel
| Nr. | Datum         | Turnier | Kategorie   | Belag | Finalgegnerin | Ergebnis |
| --- | ------------- | ------- | ----------- | ----- | ------------- | -------- |
| 1.  | 17. Juni 2018 | Minsk   | ITF $15.000 | Sand  | Margaux Bovy  | 6:4, 6:3 |

### Doppel
| Nr. | Datum            | Turnier             | Kategorie | Belag             | Partnerin             | Finalgegnerinnen                 | Ergebnis          |
| --- | ---------------- | ------------------- | --------- | ----------------- | --------------------- | -------------------------------- | ----------------- |
| 1.  | 19. Oktober 2019 | Scharm asch-Schaich | ITF W15   | Hartplatz         | Wiktoryja Kanapazkaja | Manon Arcangioli Kelia Le Bihan  | 6:3, 3:6, [10:4]  |
| 2.  | 25. Januar 2020  | Liepāja             | ITF W15   | Hartplatz (Halle) | Jekaterina Schalimowa | Weronika Falkowska Martyna Kubka | 4:6, 6:3, [12:10] |